# Journal of Chemical Physics
Journal of Chemical Physics e o revistă știintifică ce publică lucrări originale din toate domeniile fizicii chimice. Este publicată de Societatea Americană de Fizică din 1933. Primul editor a fost chimistul Harold Urey.